# نورتوودز (آریزونا)
نورتوودز (به انگلیسی: Northwoods) یک منطقهٔ مسکونی در ایالات متحده آمریکا است که در آریزونا واقع شده‌است. نورتوودز ۲٬۵۷۹ متر بالاتر از سطح دریا واقع شده‌است.